# Baba Novac, Satu Mare
Baba Novac (în maghiară Lajosmajor) este un sat ce aparține orașului Ardud din județul Satu Mare, Transilvania, România.
 Acest articol despre o localitate din județul Satu Mare este deocamdată un ciot. Puteți ajuta Wikipedia prin completarea lui.